# Schloss Sandegg

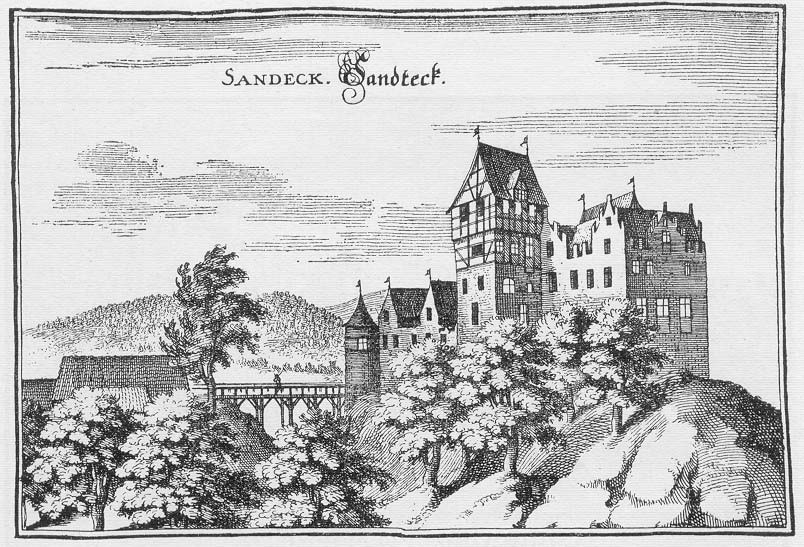
Schloss Sandegg, Kupferstich von Matthäus Merian, vor 1650

Das Schloss Sandegg bzw. die Schlossruine Sandegg stand in der Gemeinde Salenstein im Bezirk Kreuzlingen des Kantons Thurgau in der Schweiz.
Nach Quellen aus dem 15. Jahrhundert soll bereits im 8. Jahrhundert auf Schloss Sandegg der fränkische Landvogt Sintlaz gewohnt haben, ein «hochedler lantvogt der kron Frankrichs», ein Abgesandter des fränkischen Königs Karl Martell. Von der Sandegg aus soll auch die Gründung des Klosters Reichenau erfolgt sein.
Urkundlich nachgewiesen ist Schloss Sandegg seit der Mitte des 13. Jahrhunderts als Besitz des Klosters Reichenau. Nach 1272 war das Schloss der bevorzugte Aufenthaltsort von Abt Albrecht, dessen Kloster nach dem Brand von 1235 immer noch in Trümmern lag. Um 1260 soll das Schloss vom damaligen Besitzer Eberhard von Steckborn an den Deutschritterorden verkauft worden sein; das umstrittene Geschäft wurde jedoch wenige Jahre später wieder rückgängig gemacht. Ab 1350 musste das verarmte Kloster Schloss Sandegg verpfänden, zahlreiche Inhaberwechsel folgten.
1402 ist erstmals eine Schlosskapelle erwähnt, die vom Pfarrer von Ermatingen betreut wurde. 1497 wurde die Sandegg an einen reichen Konstanzer Bürger verpfändet werden, offenbar war das Kloster immer noch in Geldnöten.

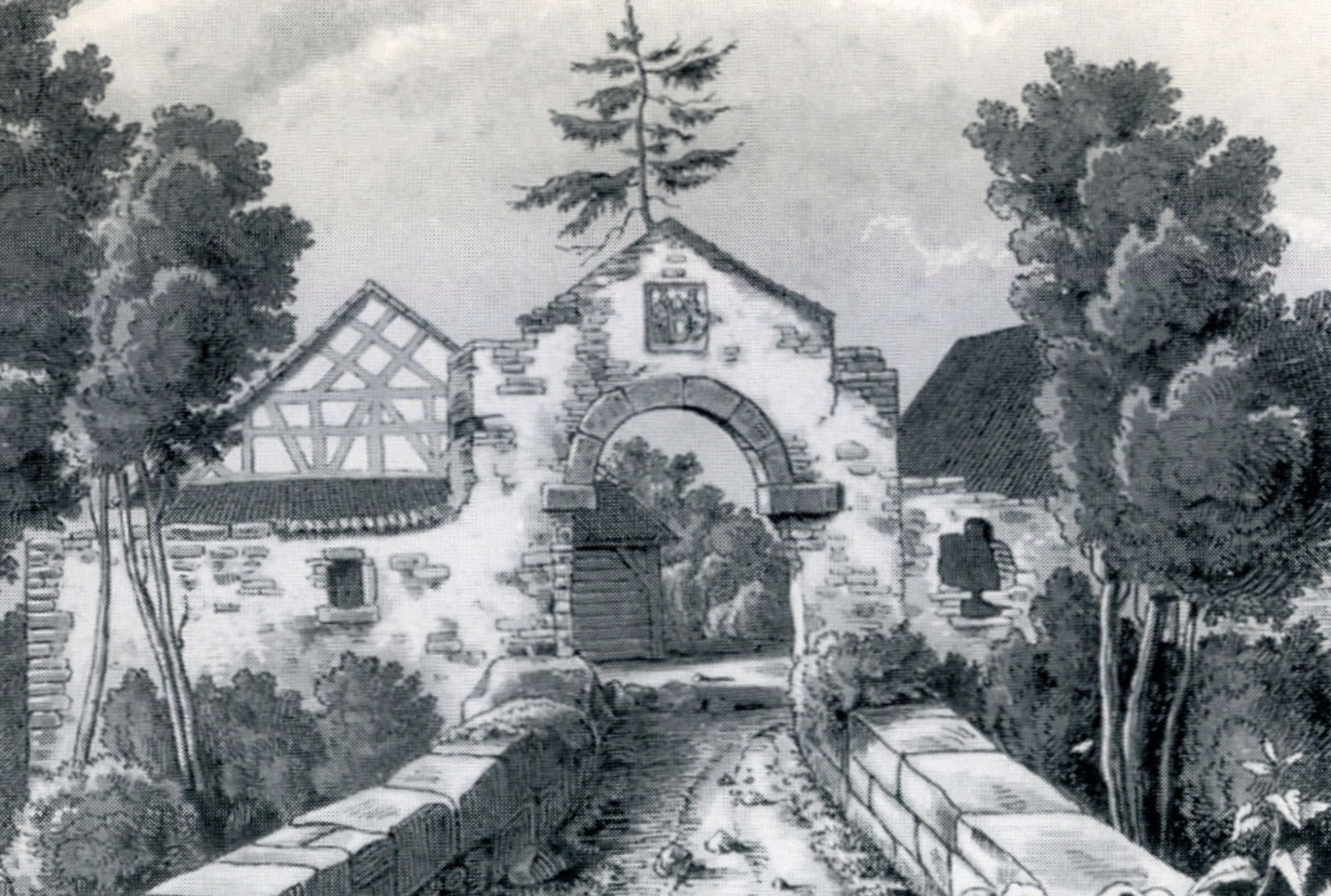
Eingangstor mit dem Wappen des Klosters Muri, um 1810
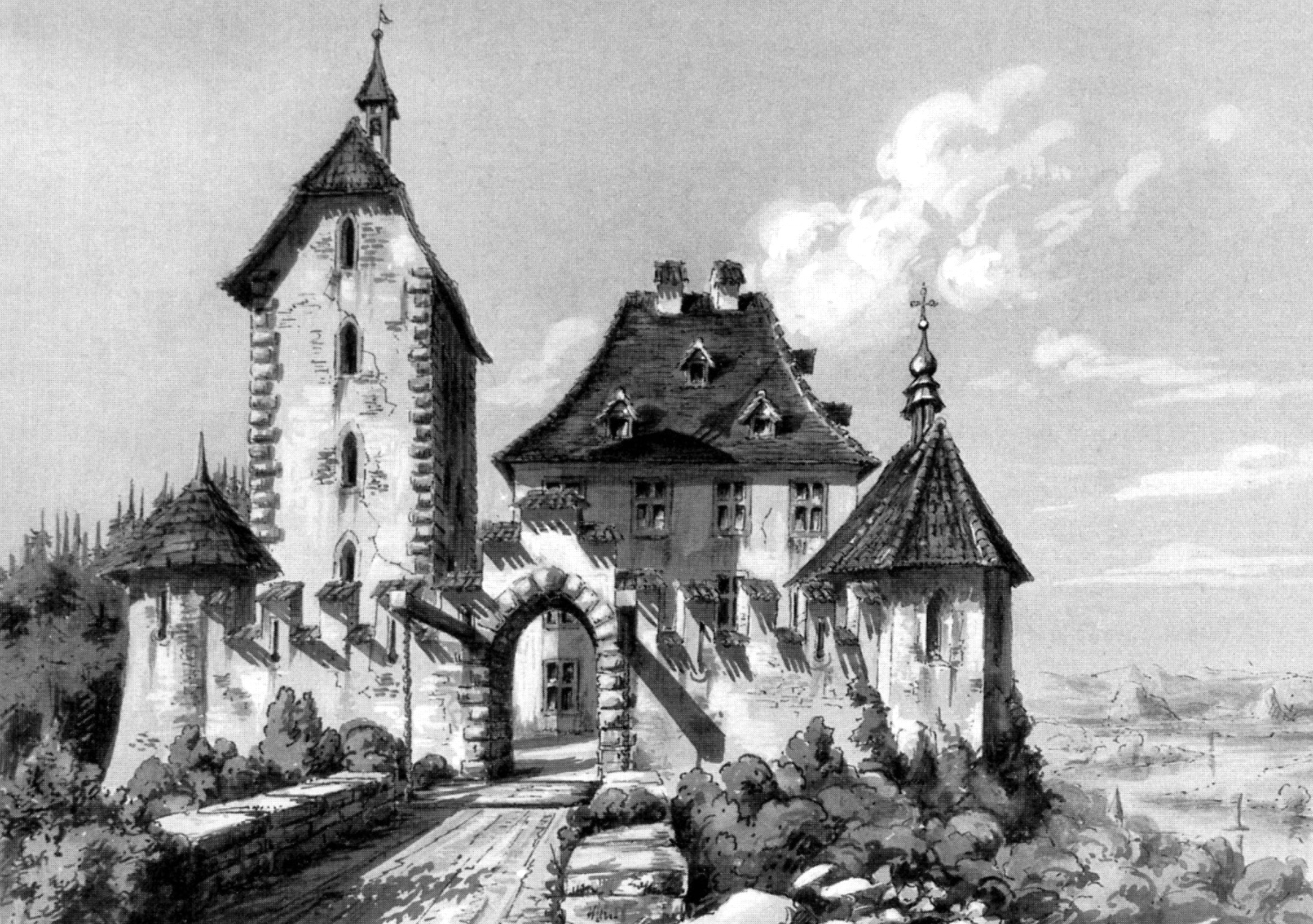
Sandegg 1817
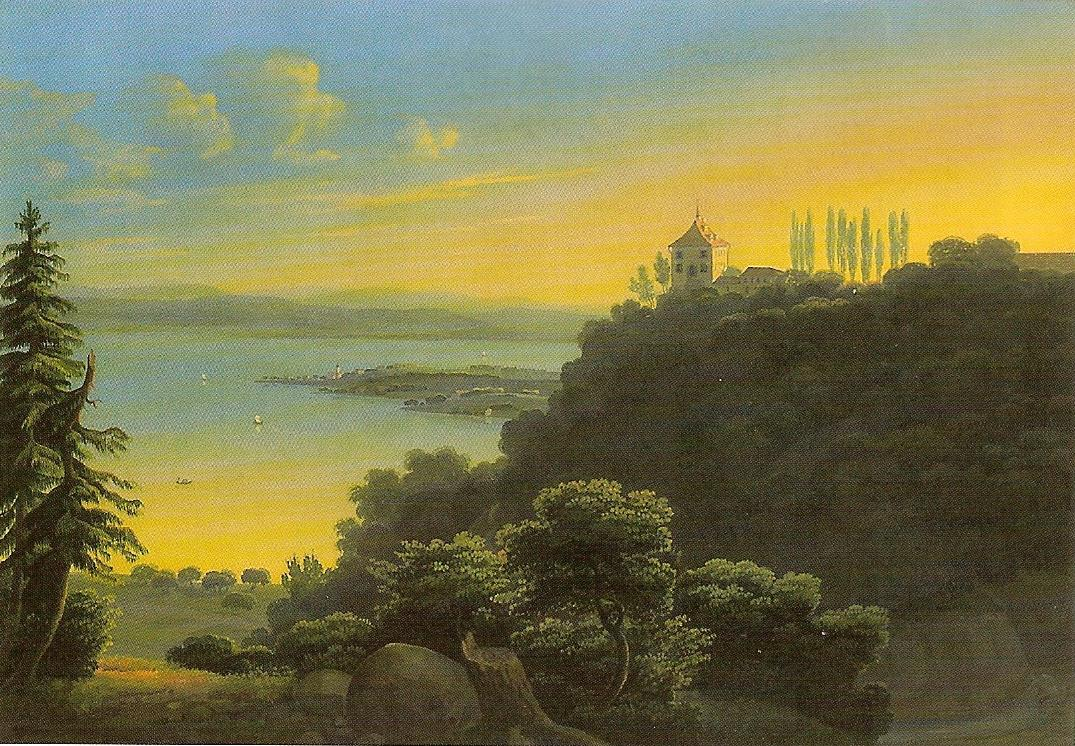
Schloss Sandegg, Gouache von Hans Jakob Schmidt, 1834

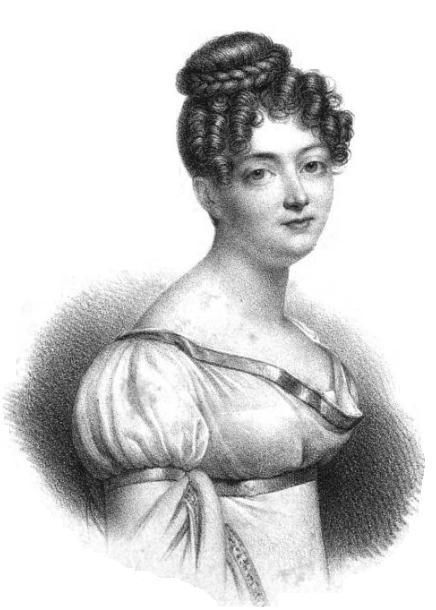
Louise Cochelet

1575 ging die Sandegg «gänzlich verdorben und verwildert» als Lehen an einen Hans Ulrich Herter. Das Kloster verzichtete ein Jahrzehnt auf den Zehnten, wenn Herter die Burg nur wieder instand stellte. 1586 heisst es, Herter habe bedeutend mehr hineinstecken müssen als vorgesehen.
1603 liess der Reichenauer Dietrich Erckenbrecht die dringendsten Renovationsarbeiten vornehmen und den eingefallenen Turm restaurieren, aber schon 1663 war die Anlage wieder ziemlich am Ende, mehrere Gebäude stürzten teilweise ein. Sandegg ging darauf als Lehen an den Konstanzer Domherrn Johann Julius Kröll mit der Verpflichtungen, es wieder aufzubauen. Dies schien zu gelingen, denn 1670 heisst es, die neue Sandegg sei «iez wie es zuvor ein adelich Haus erpawet worden...». 1671 ging es zu einem guten Preis an die Jesuiten in Konstanz, die es 1693 dem Aargauer Kloster Muri verkauften. Dessen Abt Plazidus Zurlauben baute das Schloss zu einer schönen Anlage aus. 1807 erwarb der Landwirt Johannes Eigenmann aus Homberg die Sandegg. Das Schloss verkaufte er an die Kaufleute Delisle aus Konstanz, den Gutsbetrieb behielt er.
Zehn Jahre später begann die letzte Epoche für Sandegg. Louise Cochelet (1783–1835), eine Hofdame der ehemaligen holländischen Königin Hortense de Beauharnais, die in der Nähe auf Schloss Arenenberg lebte, kaufte das Schloss. 1819 erwarb Hortenses Bruder Eugène de Beauharnais von Johannes Eigenmann den Sandegger Gutsbetrieb, allerdings ohne das Schloss, das immer noch Louise Cochelet gehörte. Auf seinem Land liess er das Schloss Eugensberg bauen, das schon zwei Jahre später bezugsbereit war.
1822 heiratete Louise Cochelet im Schloss Arenenberg den ehemaligen Offizier im Dienste Napoleons Denis-Charles Parquin (1786–1845), der die Sandegg 1832 dem aus Zürich stammenden Pariser Bankier Hans Konrad Hottinger verkaufte, der es, vermutlich für die Nichte des Diplomaten Charles-Maurice de Talleyrand-Périgord, erwerben wollte. Dieser unterzog das Schloss einer eingehenden Renovation. Als man den Ofen des Schlosses besonders stark einheizte, um die neuen Farben zu trocknen, brannte das Gebäude in der Nacht vom 2. auf den 3. September 1833 vollständig nieder; hierbei verstarb eine Person, die dort übernachtete. Der damalige Besitzer des Schlosses Eugensberg, Heinrich von Kiesow, kaufte die Ruine ein Jahr nach dem Brand und liess sie abtragen.
1915 erwarb der Arboner Industrielle Hippolyt Saurer die Ruinen und liess auf den Trümmern an der Nordwestecke eine Gartenterrasse erstellen, die aber im Herbst 2006 einstürzte. Die Ruine darf seit 2005 nicht mehr betreten werden, da weiterhin Einsturzgefahr besteht.

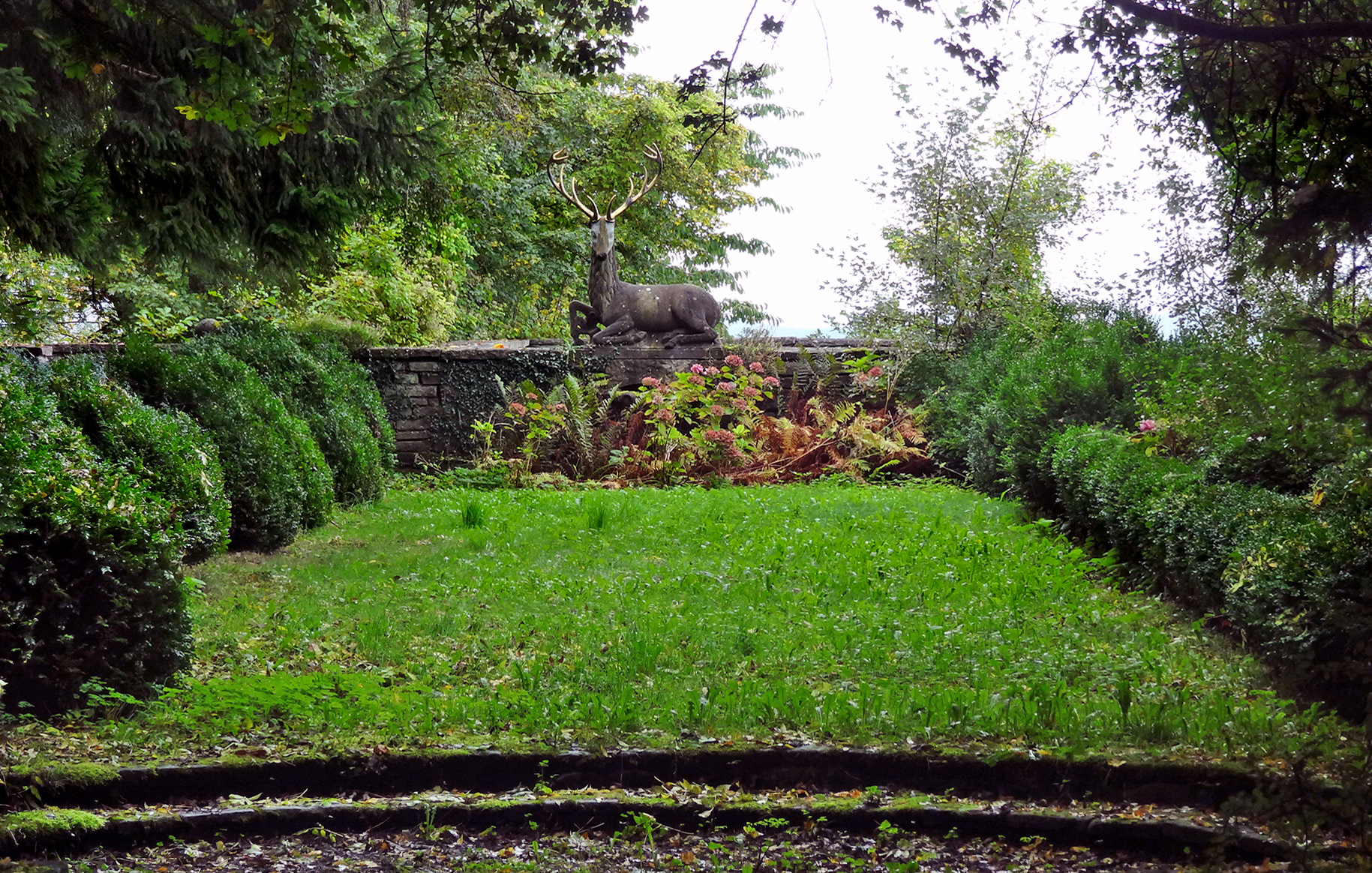
Gartenterrasse 2014
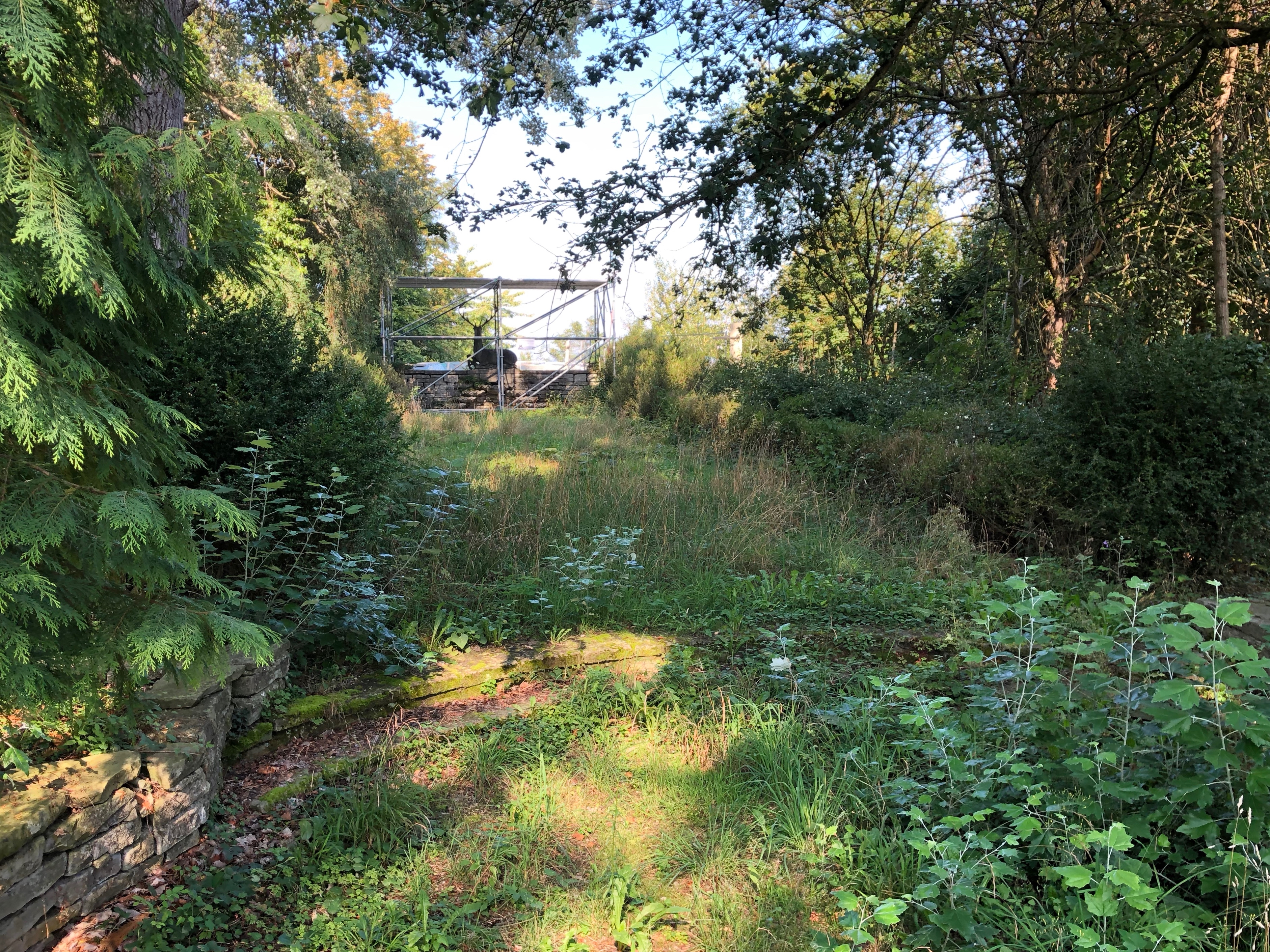
Gartenanlage Sommer 2019
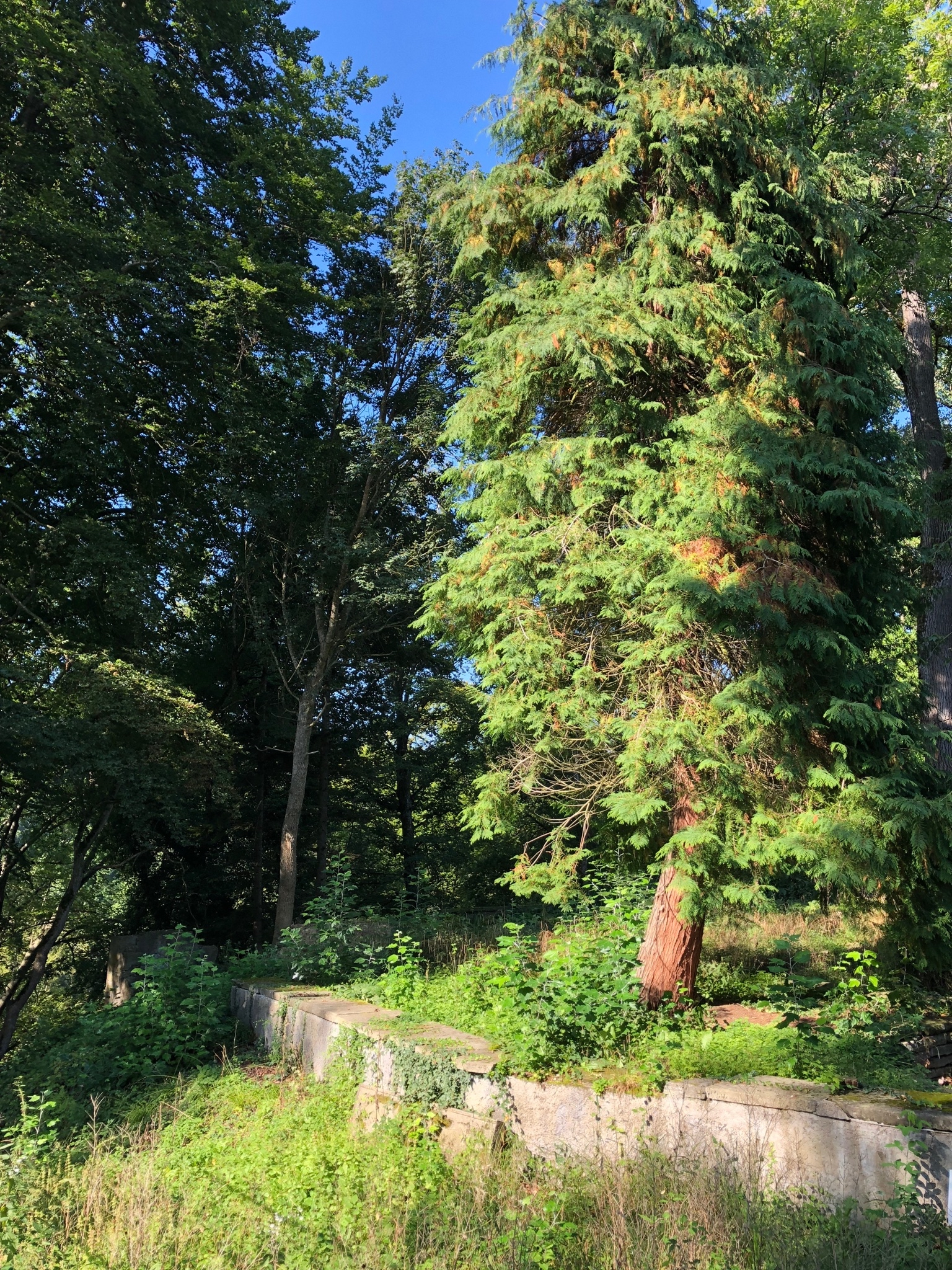
Mauer der Gartenanlage
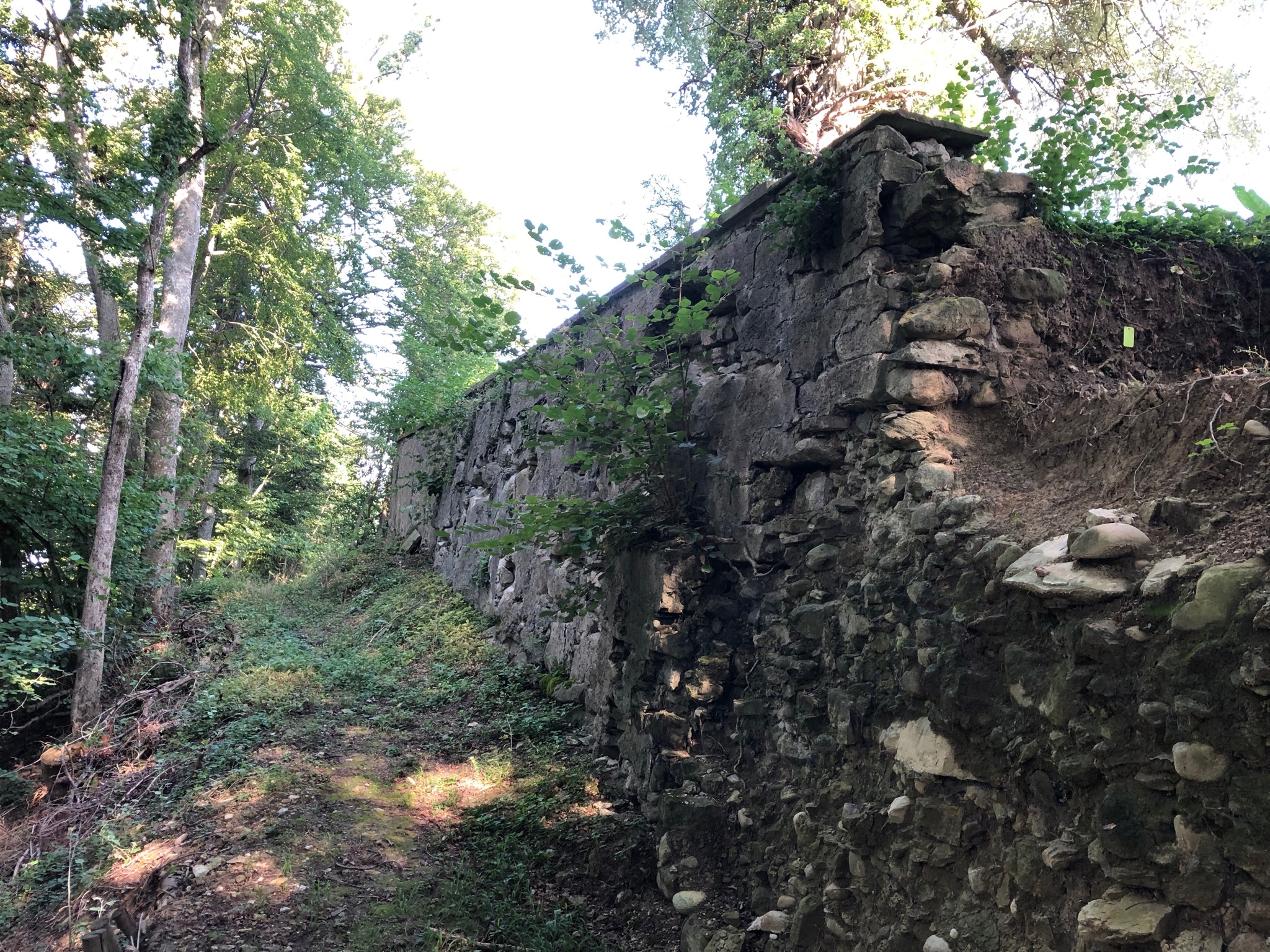
Südwestmauer